# وكالة صناعة الدفاع (تركيا)
وكالة صناعة الدفاع في تزكيا (بالتركية: Savunma Sanayii Başkanlığı (SSB))‏؛ كانت تُعرف سابقًا باسم «رئاسة صناعات الدفاع» ووكيل وزارة صناعات الدفاع (SSM) قبل ذلك، وهي مؤسسة مدنية أنشأتها الحكومة لإدارة صناعة الدفاع في تركيا وتوريد التكنولوجيا العسكرية. وقد تأسست بموجب القانون رقم 3238 في 7 نوفمبر 1985 تحت اسم "مكتب إدارة تطوير ودعم صناعة الدفاع".
تتمتع الرئاسة بعلاقات وثيقة مع مكتب رئيس تركيا ووزارة الدفاع الوطني والقوات المسلحة التركية، فضلاً عن شركات صناعة الدفاع المحلية والأجنبية. بالإضافة إلى دعم المشاريع والمنتجات القائمة على التصميم والإنتاج المحلي، تولي SSB أهمية لنقل التكنولوجيا للمنتجات والخدمات المكتسبة من الموردين الأجانب.
في 10 يوليو 2018، أصبحت تابعة لمكتب الرئيس بموجب المرسوم الرئاسي رقم 1 وتم تغيير اسمها إلى "رئاسة الصناعات الدفاعية".
في 14 ديسمبر 2020، أصدرت وزارة الخارجية الأمريكية عقوبات ضد صناعة الدفاع التركية بما في ذلك "حظر منح تراخيص وتصاريح تصدير أمريكية محددة لأي سلع أو تكنولوجيا يتم نقلها إلى SSB.
في 16 مايو 2022، قامت الوكالة بتحديث شعارها وتغيير اسمها الإنجليزي إلى وكالة الصناعات الدفاعية من رئاسة الصناعات الدفاعية؛ ومع ذلك، لم يتم المساس بالاسم التركي الأصلي -Savunma Sanayii Başkanlığı-. وفي نفس التاريخ، تم تقديم شعار جديد ليكون أكثر تكاملاً مع الوكالات والرئاسات الأخرى في تركيا.

## الأقسام
- إدارة شؤون الموظفين والتعليم
- قسم تطوير الاستراتيجية
- قسم إدارة المشتريات
- إدارة الشؤون الإدارية والمالية
- قسم التصنيع
- قسم البحث والتطوير وإدارة التكنولوجيا
- قسم اختبار الجودة والشهادات
- إدارة التعاون الدولي
- قسم المركبات البرية
- قسم المركبات البحرية
- قسم الطائرات
- قسم المروحيات
- قسم الاتصالات والالكترونيات ونظم المعلومات
- قسم الفضاء
- قسم أنظمة الأسلحة
- قسم الحرب الالكترونية وأنظمة الرادار
- قسم الأنظمة الذكية والغير مأهولة

## الرؤساء
- فاهيت ارديم (23 ديسمبر 1985 - 19 يوليو 1993)
- يالتشين بورشاك (19 يوليو 1993 - 31 يناير 2000)
- الأستاذ الدكتور دورسون علي إركان (31 يناير 2000 - 6 فبراير 2004)
- مراد بايار (6 فبراير 2004 - 28 مارس 2014)
- فاروق أوزلو (مؤقت) (30 مارس 2014 - 11 أبريل 2014)
- الأستاذ الدكتور إسماعيل دمير (11 أبريل 2014 - 5 يونيو 2023)
- هالوك غورغون (5 يونيو 2023 - الآن)[1]